# Michałów Reginów
Michałów Reginów – przystanek kolejowy na linii kolejowej Tłuszcz – Legionowo, położony w Michałowie-Reginowie, w gminie Wieliszew (do 2007 w gminie Nieporęt), w województwie mazowieckim, w Polsce. Obecnie znów nazywa się zgodnie z nazwą miejscowości czyli Michałów-Reginów.

## Ruch pasażerski[1]
| Rok  | Wymiana pasażerska na dobę |
| ---- | -------------------------- |
| 2017 | 300-299                    |
| 2018 | 300-499                    |
| 2019 | 200-299                    |
| 2020 | 150-199                    |
| 2021 | 150-199                    |
| 2022 | 200-299                    |
| 2023 | 500-699                    |

## Linie kolejowe
Przez stację przechodzą następujące linie kolejowe:
- 10 Legionowo – Tłuszcz
- Michałów Reginów – Wieliszew Wodociąg (nieużywana)

## Połączenia
| Przewoźnik         | Linia   | Trasa                                                                          |                   |
| ------------------ | ------- | ------------------------------------------------------------------------------ | ----------------- |
| SKM Warszawa       | S4      | Zegrze Południowe - Michałów-Reginów - Piaseczno                               | [ 4 ] [ 5 ] [ 6 ] |
| SKM Warszawa       | S40     | Radzymin - Michałów-Reginów - Piaseczno                                        | [ 4 ] [ 5 ] [ 6 ] |
| Koleje Mazowieckie | RE91/92 | Tłuszcz – Michałów-Reginów – Legionowo Przystanek – Modlin – Nasielsk – Sierpc | [ 4 ] [ 5 ] [ 6 ] |